# Giarratana
Giarratana é uma comuna italiana da região da Sicília, província de Ragusa, com cerca de 3.343 habitantes. Estende-se por uma área de 43,47 km², tendo uma densidade populacional de 78 hab/km². Faz fronteira com Buccheri (SR), Buscemi (SR), Licodia Eubea (CT), Modica, Monterosso Almo, Ragusa, Vizzini (CT).

## Demografia
| Variação demográfica do município entre 1861 e 2011                               |
|                                                                                   |
| Fonte: Istituto Nazionale di Statistica (ISTAT) - Elaboração gráfica da Wikipedia |